# Sun Country Airlines
MN Airlines, LLC, действующая как Sun Country Airlines, — бюджетная авиакомпания Соединённых Штатов Америки со штаб-квартирой в городе Мендота-Хайтс (пригород агломерации Миннеаполис/Сент-Пол, Миннесота), работающая в сфере регулярных и чартерных пассажирских перевозок в США, Мексике, Коста-Рике, Великобритании и на Карибских островах. Компания также осуществляет чартерные перевозки по контракту с Вооружёнными силами Соединённых Штатов.

## История

### Начало деятельности
После банкротства в 1982 году крупного американского авиаперевозчика Braniff International Airways группа сотрудников уже бывшей компании обратилась в туристическую фирму агломерации Миннеаполис/Сент-Пол «MLT Vacations» с предложением аренды самолёта Boeing 727—200 для выполнения чартерных рейсов под нужды самого туроператора. Ранее «MLT Vacations» нерегулярно использовала данный лайнер бывшей Braniff International Airways для перевозки туристов с остановкой на ночь в международном аэропорту Миннеаполис/Сент-Пол. В июне того же года было подписано соглашение об организации новой авиакомпании Sun Country Airlines, 51 % собственности которой принадлежал туроператору «MLT Vacations», остальные 49 % — группе пилотов и бортпроводников вновь образованного авиаперевозчика. Первым лайнером авиакомпании стал Boeing 727—227 (регистрационный номер N484BN), ранее эксплуатировавшийся в Air Florida.
Первоначально штат авиакомпании составляли 16 пилотов, 16 стюардесс, 3 техника-механика и один управленец. Первым президентом Sun Country Airlnies стал командир воздушного судна Джим Ольсен, занимавший также должность шеф-пилота, а его супруга Джоан Смит-Ольсен работала начальником службы бортпроводников авиакомпании. В 2007 году Джим Ольсен уволился из Sun Country Airlnes. Первый рейс авиакомпании был выполнен 30 января 1983 года из аэропорта города Су-Фолс (Южная Дакота) в Лас-Вегас. В течение шести следующих месяцев перевозчик стабильно показывал прибыль, в последующие годы финансовый результат компании ни разу не уходил в минус, и всё развитие Sun Country Airlines финансировала из собственных свободных средств.

### Развитие и кризис
В первой половине 1980-х годов авиакомпания увеличивала собственный флот и расширяла маршрутную сеть перевозок. В 1986 году Sun Country Airlines ввела в эксплуатацию свой первый широкофюзеляжный лайнер DC-10-40, который взяла в аренду у своего будущего конкурента в регионе Northwest Airlines. Использование дальнемагистрального самолёта позволило авиакомпании запустить несколько регулярных рейсов на международных направлениях, а также удовлетворить растущий спрос на маршруте международный аэропорт Миннеаполис/Сент-Пол — международный аэропорт Лас-Вегаса Маккаран, с объёмами перевозок на котором к тому времени перестал справляться флот узкофюзеляжных Boeing 727.
В 1988 году штаб-квартира авиакомпании была перенесена в международный аэропорт Миннеаполис/Сент-Пол.
Параллельно с выполнением регулярных рейсов Sun Country Ailines начала работу с общественными учреждениями, предприятиями, корпорациями, спортивными командами и другими организациями по контрактам на выполнение чартерных перевозок. В 1989 году авиакомпания вступила в Гражданский резерв ВВС США (CRAF), добровольное членство в котором предусматривало предоставление в течение 24-х часов самолётов компании для нужд Военно-воздушных сил Соединённых Штатов. В 1990-91 годах ВВС США использовало ресурс коммерческой авиакомпании во время Войны в Персидском заливе, после завершения которой около 130 сотрудников Sun Country Airlines были отмечены поощрениями от имени командования Военно-воздушными силами страны.
По итогам 1990/91 финансового года, закончившегося 30 июня 1991, авиакомпания показала рекордную в своей истории прибыль в размере 9,7 миллионов долларов США. Основная часть полученной прибыли была направлена на приобретение самолётов Boeing 727 и DC-10. В это же время несколько туристических операторов Соединённых Штатов выбрали Sun Country Airlines в качестве партнёра для выполнения чартерных рейсов, в первую очередь на маршрутов из аэропортов Среднего Запада в Лас-Вегас, Флориду, Мексику и на Карибские острова.
В середине 1990-х годов возглавлявшаяся бизнесменом Биллом Ламаччиа инвестиционная компания «Mark Travel Group» приобрела Sun Country Airlines, после чего начала менять стратегию и рынок деятельности авиакомпании. Значительная часть 1990-х оказалась непростым периодом для перевозчика с его устаревшим и неэкономичным воздушным флотом с одной стороны, и стремительно возросшей очередью на заказы самолётов производителям — с другой. Новое руководство начало программу повышения сервиса на бортах лайнеров в соответствии с пожеланиями пассажиров — клиентов перевозчика. Стареющий парк DC-10 требовал всё больших расходов на ремонт техническое обслуживание машин, поэтому самолёты этой модели постепенно снимались с маршрутов, пока полностью не прекратили эксплуатироваться к началу 2001 года.
В связи с общей тенденцией к снижению в конце 1990-х годов спроса на чартерные (в том числе и туристические) перевозки, в июне 1999 года руководство авиакомпании объявило о смещении центра тяжести операционной деятельности Sun Country Airlines от чартерного сектора в регулярные пассажирские маршруты. Были открыты новые рейсы из Миннеаполиса и Милуоки в ряд крупных аэропортов страны, в том числе в Лос-Анджелес, Сиэтл, Детройт, Вашингтон и Финикс, а также введена собственная бонусная программа поощрения часто летающих пассажиров «Smile Awars». В 2000 году Sun Country Airlines объявила о планах приобрести новые самолёты Boeing 737NG с началом их поставки перевозчику со следующего года. В 2002 году авиакомпания столкнулась с жёсткой конкуренцией на своих маршрутах с магистралом Northwest Airlines, а после событий 11 сентября — и с общемировой тенденцией стремительного падения пассажирских потоков на всех регулярных и чартерных маршрутах. Впервые за всю историю своего существования авиакомпания закрыла 2001 финансовый год с чистым убытком. В течение следующего года ситуация продолжала неуклонно ухудшаться и, несмотря на все попытки стабилизировать финансовое положение (в том числе и закрытием ряда нерентабельных маршрутов), 8 декабря 2002 года Sun Country Airlines объявила себя банкротом, воспользовавшись положениями главы 11 Кодекса США о банкротстве коммерческих компаний.

### Восстановление деятельности и выход из банкротства
В процессе банкротства авиакомпания сохранила собственный операционный сертификат, но вывела из эксплуатации все самолёты Boeing 727 и четыре лайнера Boeing 737NG: 737-8Q8 (регистрационные номера N800SY, N802SY, N803SY) и 737-7Q8 (регистрационный номер N710SY), из новых лайнеров оставив только один Boeing 737-8Q8 (N801SY). Спустя несколько месяцев группа местных бизнесменов образовала новую компанию MN Airlines, LLC, которая выкупила Sun Country Airlines, тем самым выведя её из состояния банкротства.
В дальнейшем авиакомпания формировала собственный флот только из узкофюзеляжных самолётов Boeing 737NG, на первом этапе обслуживая регулярные и чартерные маршруты из Миннеаполиса в аэропорты штата Невада и осуществляя чартерные перевозки по краткосрочным контрактам с коммерческими предприятиями. Вскоре маршрутная сеть регулярных перевозок Sun Country Airlines была расширена на города Флориды, Западного побережья США и Мексики.
23 июля 2005 года Sun Country Airlines стала первой авиакомпанией — оператором нового терминала D международного аэропорта Даллас/Форт-Уэрт.
31 октября 2006 года авиакомпания объявила о завершении процедуры её приобретения финансовым холдингом Petters Group Worldwide и группой Whitebox Advisors.
5 марта 2008 года посты президента и генерального директора Sun Country Airlines занял бывший финансовый директор бюджетной авиакомпании AirTran Airways Стэн Гадек, сменивший на обеих должностях Джея Сэлмена.
1 апреля 2008 года руководство авиакомпании объявило о бессрочном отпуске 45 из 156 пилотов и о существенном сокращении рейсов в летнем сезоне 2008 года, объясняя предпринятые действия резким повышением цен на топливо. Отраслевые эксперты, однако, указывали другую главную причину ухудшившего финансового положения перевозчика, а именно на неспособность менеджмента компании контролировать расходы на заработную плату персоналу. Общемировой же рост цен на энергоносители лишь обострил создавшиеся в авиакомпании проблемы.
13 августа 2008 года Sun Country Airlines сообщила о том, что рассчитывает на кредит в 50 миллионов долларов США, либо на любую другую финансовую помощь от властей Миннесоты и управляющих компаний аэропортов штата.
В сентябре 2008 года авиакомпания объявила об уменьшении числа еженедельно выполняемых регулярных рейсов в Сан-Франциско и Лос-Анджелес. С этого же месяца перевозчик начал взимать плату в 12 долларов США за багажное место по аналогии с другими магистральными авиакомпаниями Соединённых Штатов.
В конце сентября 2008 года Стэн Гадек заявил о задержке 50 % заработной платы всем работникам авиакомпании. Кроме того, 28 сентября глава холдинга Том Петтерс подал в отставку после того, как сотрудники Федерального бюро расследований обнаружили факты массовых мошеннических сделок холдинга, в связи с чем 6 октября того же года Sun Country Airlines вторично подала заявление на банкротство предприятия в целях отделения собственной деятельности от других структур «Petters Group Worldwide» (что предусмотрено главой 11 Кодекса США о банкротстве коммерческих компаний). К Рождественским праздникам сотрудники авиакомпании получили все причитающиеся выплаты с гарантией выплаты в дальнейшем процентов за задержку заработанных денег.
В январе 2009 года Sun Country Airlines сообщила о чистой прибыли за минувший год в размере одного миллиона долларов США. В марте того же года авиакомпания полностью погасила пятимиллионный кредит, взятый у «Elite Landings» — компании, занимающейся продажей реактивных самолётов бизнес-класса от имени авиастроительного концерна Airbus. Перевозчик также объявил о введении новых регулярных рейсов в Брэнсон (Миссури) и Бостон. В апреле 2009 года перевозчик сообщил о получении чистой прибыли за первый квартал в размере 8 миллионов долларов США.
30 июня 2010 года руководство авиакомпании заявило о планах по открытию пяти регулярных маршрутов из международного аэропорта Лансинг (Мичиган). В декабре того же года Sun Country Airlines получила слоты на рейсы из Лансинга в национальный аэропорт Вашингтона имени Рональда Рейгана и международный аэропорт Миннеаполис/Сент-Пол.
В 2011 году Sun Country Airlines была приобретена компанией «Cambria» из Миннесоты.

## Маршрутная сеть
В конце 2011 года маршрутная сеть регулярных перевозок авиакомпании Sun Country Airlines охватывала 32 аэропорта в США, Мексике, Коста-Рике, Великобритании и на Карибах, из которых маршруты по тринадцати направлениям обслуживаются круглогодично.
С 11 июня по середину августа 2010 года авиакомпания выполняла сезонные перевозки в лондонский аэропорт Станстед с промежуточной посадкой в международном аэропорту Гандера (Ньюфаундленд и Лабрадор, Канада). Ранее Sun Country Airlines выполняла чартерные рейсы в Европу на широкофюзеляжных лайнерах McDonnell Douglas DC-10s. В мае 2011 года авиакомпания открыла регулярный рейс в другой лондонский аэропорт Гатвик с промежуточной посадкой в Гандере.
13 января 2012 года Sun Country Airlines совершила полёт по вновь открытому маршруту в Либерию (Коста-Рика), а в декабре того же года возобновила рейсы в Тампу (Флорида) и Санта-Мария-Уатулько (Мексика).

## Флот

### Текущий воздушный парк
Sun Country Airlines эксплуатирует воздушный флот, состоящий из самолётов Boeing 737NG. При этом, между компанией и другим авиаперевозчиком Transavia действует соглашение о взаимной аренде самолётов: в период наименьшей загрузки самолётов Sun Country Airlines (май-ноябрь) компания передаёт часть лайнеров в «Трансавиа», у которой в данный период наблюдается пиковая нагрузка на маршрутах, в зимний же сезон «Трансавиа» передаёт часть своих самолётов в Sun Country Airlines (ситуация с нагрузкой в зимние месяцы меняется на противоположную).
В феврале 2009 года Sun Country Airlines арендовала два самолёта Boeing 737—700 (регистрационные номера N710SY и N711SY), ранее принадлежавшие авиакомпании EasyJet, первый из которых в 2001 году был в числе новых лайнеров, поставленных в Sun Country. В том же году во флот поступил ещё один Boeing 737—700, ранее эксплуатировавшийся авиакомпанией Sterling Airlines.
В июле 2021 года в воздушном флоте авиакомпании Sun Country Airlines работали следующие самолёты, средний возраст которых составлял 16,0 года:
| Тип самолёта   | В эксплуатации | Пассажирских мест | Пассажирских мест | Пассажирских мест |
| Тип самолёта   | В эксплуатации | F                 | Y                 | Всего             |
| Boeing 737-700 | 1              | 80                | 0                 | 80                |
| Boeing 737-800 | 44             | 0                 | 186               | 186               |
| Всего:         | 45             |                   |                   |                   |

### Использовались ранее
| Тип самолёта            | Всего | Год ввода | Выведен |
| Boeing 727—200          | 36    | 1982      | 2001    |
| McDonnell-Douglas DC-10 | 12    | 1986      | 2001    |